# J. R. R. Tolkien's War in Middle Earth
J. R. R. Tolkien's War in Middle Earth est un jeu de stratégie basé sur l'œuvre de J. R. R. Tolkien sorti en 1988. Une suite, J. R. R. Tolkien's Riders of Rohan, est sortie en 1991,,.

## Système de jeu
Le jeu a la particularité d'obliger le joueur à œuvrer sur une carte dont l'action est en temps réel. Il se doit au départ de diriger Frodon et ses compagnons hobbits pour rejoindre Gandalf et former la communauté de l'anneau. Il peut aussi permuter d'une vue aérienne de la région concernée à une vue latérale opérant comme un zoom.

## Accueil
| War in Middle Earth |      |       |
| Média               | Nat. | Notes |
| Dragon Magazine     | US   | 3/5   |